# Villa El Salvador (distrito)
O distrito de Villa El Salvador é um dos quarenta e três distritos que formam a Província de Lima, pertencente à Região de Lima, na zona central do Peru.
Villa El Salvador começou como um assentamento informal na zona ao sul da cidade de Lima no início dos anos 1970. Originalmente, seus primeiros habitantes, cerca de 80 famílias, haviam ocupado a zona de Pamplona, obtendo posteriormente direito a povoar o local atual. Rapidamente Villa-El-Salvador se desenvolveu em zona urbana, de forma autogerida através da associação que nomearam como CUAVES - "Comunidade Urbana Autogestionária Villa El Salvador".
Entre 1973 e 1975, a população criou coletivamente o estatuto da CUAVES, onde se definiu os fins e objetivos da associação comunitária urbana, bem como suas formas de organização política, direitos e deveres dos cidadãos.
Apenas em 1983 o assentamento recebeu o título de distrito da província de Lima, segundo a lei nº 23605 de 1º de junho de 1983.
A autogestão é o princípio motriz da cidade, como confirma a associação de amigos de Villa-El-Salvador: "A ideia de comunidade de vizinhos que caracteriza Villa, contém conceitos como ajuda mútua, justiça e solidariedade que não só cobrem o âmbito social como também o produtivo. Esta é uma cidade na qual muito se falou de autogestão, conceito que tem a ver com a idea de que o povo, os vizinho de forma organizada, dirijam seu futuro; ou seja, governabilidade de seu próprio desenvolvimento."

## História
Os primeiros habitantes da Villa El Salvador eram imigrantes das províncias do Peru que haviam chegado em Lima depois do grande terramoto de 1970 um terreno foi invadido nos limites de San Juan de Miraflores, perto da Panamericana Sul e Av. Benavides Pai Ruggiere apoio do Menino Jesus Freguesia de Cidade de Deus, um representante do município, que prometeu estabelecer serviços básicos: água, esgoto e eletricidade. Quando isso não for realizado, os moradores se organizaram.  Em março de 1971, os moradores se reuniram para estabelecer a sua comunidade. Depois de confrontos com a polícia e as forças armadas, onde morreu EDILBERTO RAMOS, primeiro mártir da Villa El Salvador, o governo militar preso monsenhor Luis Bambarén, Bispo Auxiliar de Lima, para defender os colonos. Depois de muita discussão, o governo militar do presidente Velasco decidiu dar a areia fechado para Tablada de Lurin para uma nova cidade foi formada.  A 11 de maio de 1971 nascido Villa El Salvador, sugerido pelo nome de Monsenhor Bambarén. Em 1971, a Paróquia Cristo abre El Salvador como seu primeiro pastor José Walljevski (Falecimento: 2006).  Em 1973, os colonos passar sua própria organização, os autogestionaria Comunidade Urbana de Villa El Salvador (CUAVES), liderado por si mesmos, seu primeiro plano de desenvolvimento abrangente. CUAVES se tornou o principal pilar do desenvolvimento de Villa El Salvador, um exemplo para os setores populares e de vizinhança do Peru e da América Latina.  Em1980, com a volta da democracia ao Peru, o presidente Fernando Belaunde reunir às eleições municipais, e os moradores de Villa El Salvador tinha que votar em diferentes bairros, especialmente em Villa Maria del Triunfo, então 1981 e 1982 a criação de um município separado dada a natureza e identidade da comunidade de Villa El Salvador poses.  O distrito foi criado pela Lei nº 23.605 datada de 01 de junho de 1983, no segundo governo do presidente Fernando Belaunde Terry, sendo eleito como o primeiro prefeito Miguel Azcueta Gorostiza que, junto com a comunidade, realizou o segundo plano de desenvolvimento Villa El Salvador, que teve vários temas: desenvolvimento urbano, desenvolvimento produtivo e de desenvolvimento social, com a participação direta dos próprios e suas organizações, especialmente CUAVES, FEPOMUVES, APEMIVES, e grupos culturais com ideias inovadoras como o orçamento pessoas participativa nascido em Villa El Salvador e, por meio de relações políticas do Peru Izquierda Unida com o Partido dos Trabalhadores, chega ao Brasil e América Latina se estende.  Em 1987, Villa El Salvador recebe o Prémio Príncipe das Astúrias para a Concórdia, e sua posição em defesa da paz com justiça social, as Nações Unidas declararam 1987 o "Mensageiro de paz cidade".  Esta defesa da paz, faz com que o grupo terrorista Sendero Luminoso começou sua violência e terror em Villa El Salvador, especialmente nos anos 1990-1993, matando policiais e líderes como comissário maior Percovich, ROLANDO GALINDO, vice-prefeito e Mary Elena Moyano, vice-prefeito, cruelmente assassinado 15 fev 1992, cujo assassinato, maciçamente repudiou a nível nacional e internacional, é considerado o início do fim do Sendero Luminoso. O ataque Path 16 de junho de 1993 Brilhando no ex-prefeito Michel Azcueta. Maria Elena Moyano mais tarde foi proclamado herói nacional pelo Congresso da República do Peru. 

## Geografia
Ocupa uma área de 35,46 km² está ao lado de San Juan de Miraflores e do outro lado é o Oceano Pacífico.  

## Autoridades

### Prefeitos:
- 2019-2022: Kevin Íñigo Peralta.
- 2011-2014: Guido Íñigo Peralta.
- 2003-2010: Jaime Zea Usca.
- 1999-2002: Martín Pumar Vílchez.

## Festas
15 de fevereiro: Comemoração do assassinato de heroína nacional Maria Elena Moyano.  11 de maio: Aniversário da fundação do distrito.  01 de junho: Aniversário da criação da política do distrito.

## Município primeira virtual
Em 1997 teve lugar a primeira KYBERNESIS 4. Este projeto de civis juntou-se ao município de Villa el Salvador, a Associação Kybernesis e algumas organizações privadas. Cinco comunidade convertida em Internet pública local é usado, adicionándoles equipamento de videoconferência, a fim de ser interligados com instalações municipais, onde foi realizada uma sessão da Câmara Municipal.  O piloto realizado, era usar cinco centros comunitários designados pelo município, um total de vinte computadores e um sistema de vídeo-conferência. Ao mesmo tempo, com o apoio dos cidadãos, meios de comunicação locais transmitir o evento na televisão e no rádio. Cada vizinho usou o computador atribuído no anteriormente designado local, assistida pelos operadores que estavam no comando do sistema de aconselhamento foi projetado para esta finalidade. Os moradores foram quatro e foram distribuídos da seguinte forma: Pachacamac, a Biblioteca Popular, o Parque Industrial ea casa da juventude, todos conectados com o município.  O município, por sua vez tinha um computador, onde foram recebidos perguntas de cidadãos oriundos via e-mail. Como o outro através de videoconferência que teve lugar e que o prefeito e vereadores foram respondendo a um por um.  O procedimento foi realizado naquele dia da seguinte forma: Primeiro, leia os projectos de lei a ser discutido na sessão. Após a leitura, os cidadãos começaram a levantar questões através de vídeo-conferência, no final deste debate prosseguiu. Enquanto isto se passava em andamento, as pessoas estavam enviando perguntas via e-mail, que no final do debate foram respondidas. Após a conclusão desta fase, os cidadãos procedido a votação que era o caráter referencial, terminando com a votação dos vereadores.  Aparticipação dos cidadãos neste projecto foi muito encorajador e gratificante. Mostrando que há um forte desejo de participar nas decisões da comunidade, assim como há uma fome de democracia que devem ser abrangidos por instituições alternativas aos governos para que eles possam ser dadas de forma livre e espontânea.  Este projeto vem com o ensino das novas tecnologias pode ter uma natureza social e não são apenas para ser explorado de natureza puramente comercial. A sociedade precisa de ferramentas para expressar-se livremente, sabendo que eles são ouvidas e cuidadas pelas suas autoridades. A democracia é a porta para ele e mão com a tecnologia, pode haver novas surpresas neste milênio estamos começando.  

## Premiação
Villa el Salvador, em 1987, ganhou o Prémio Príncipe das Astúrias para a Concórdia. Ele foi premiado por ser "prática exemplar para organizar uma espécie de solidariedade e cidade economicamente produtiva", Michel Azcueta, então prefeito de Villa el Salvador.
Prefeito: Kevin Iñigo Peralta (2019-2022)

## Transporte
O distrito de Villa El Salvador é servido pela seguinte rodovia:
- PE-1S, que liga o distrito de Lima (Província de Lima à cidade de Tacna (Região de Tacna - Posto La Concordia (Fronteira Chile-Peru) - e a rodovia chilena Ruta CH-5 (Rodovia Pan-Americana)[5][6]

Também é servido pelo Metrô de Lima (estações Pumacahua, Parque Industrial, Villa El Salvador)